# Мови Чорногорії

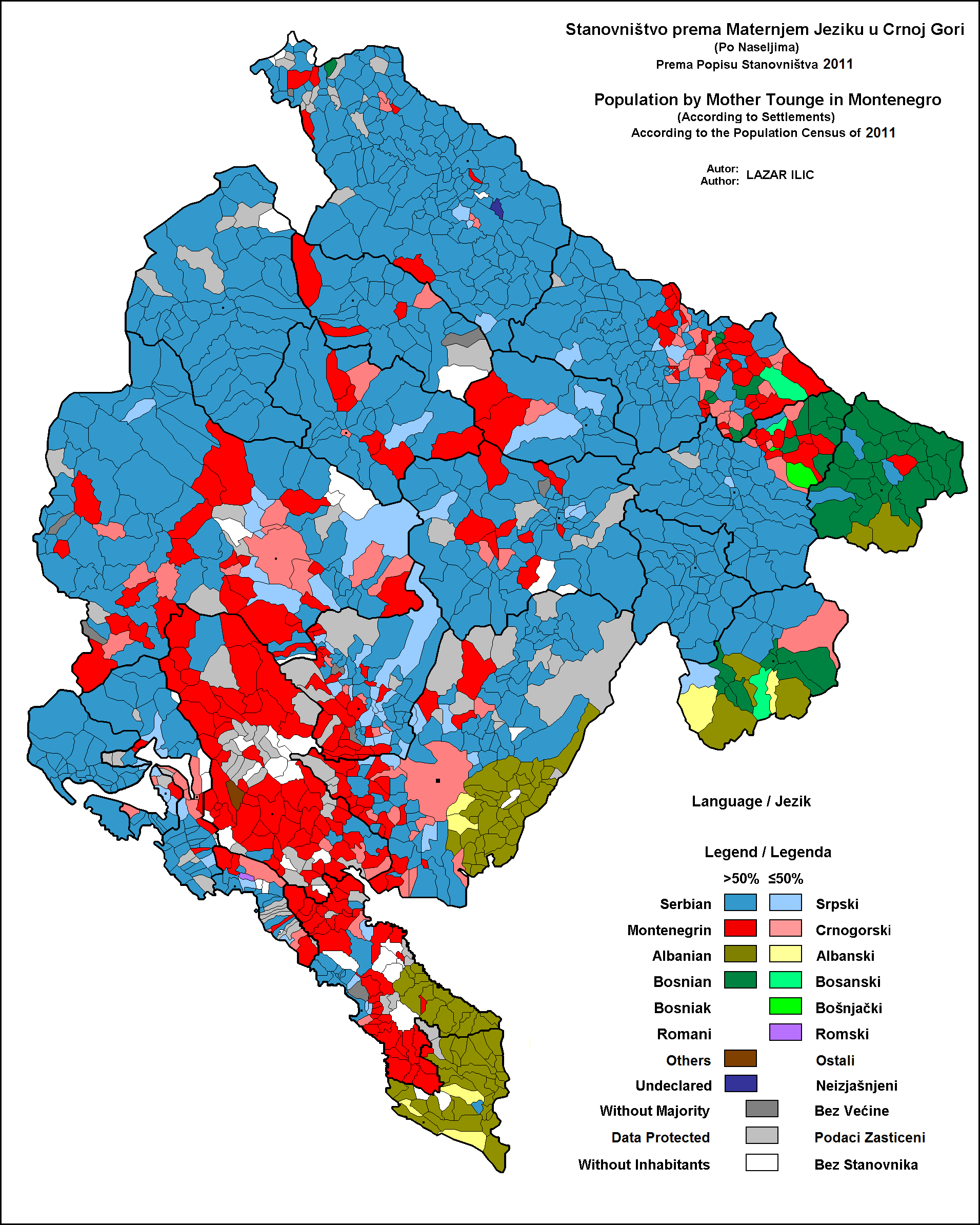
Лінгвістичний розподіл за населеними пунктами, 2011 р.

Мови Чорногорії — це мови, якими розмовляють у Чорногорії. Згідно з конституцією Чорногорії, прийнятою у 2007 році, Чорногорія має лише одну офіційну мову, визначена як чорногорська. Однак за даними перепису населення 2023 року 43% мешканців заявили, що сербська мова є їхньою рідною, тоді як 34,5% — що чорногорська. Це обидва стандартизовані різновиди колишньої сербохорватської мови, поряд із боснійською та хорватською. Однак офіційний стандарт для чорногорської все ще перебуває в процесі формування. Чорногорська мова написана латиницею та кирилицею, але зростає політичний рух за використання лише латинського алфавіту.
Визнаними мовами меншин є албанська, боснійська та хорватська. Станом на 2017 рік албанська мова є офіційною мовою муніципалітетів Подгориця, Ульцинь, Бар, Плєвля, Рожає та Тузі. Крім того, в Чорногорії є кілька сотень італійців, зосереджених у Которській затоці (Каттаро).

## Мови меншин Чорногорії

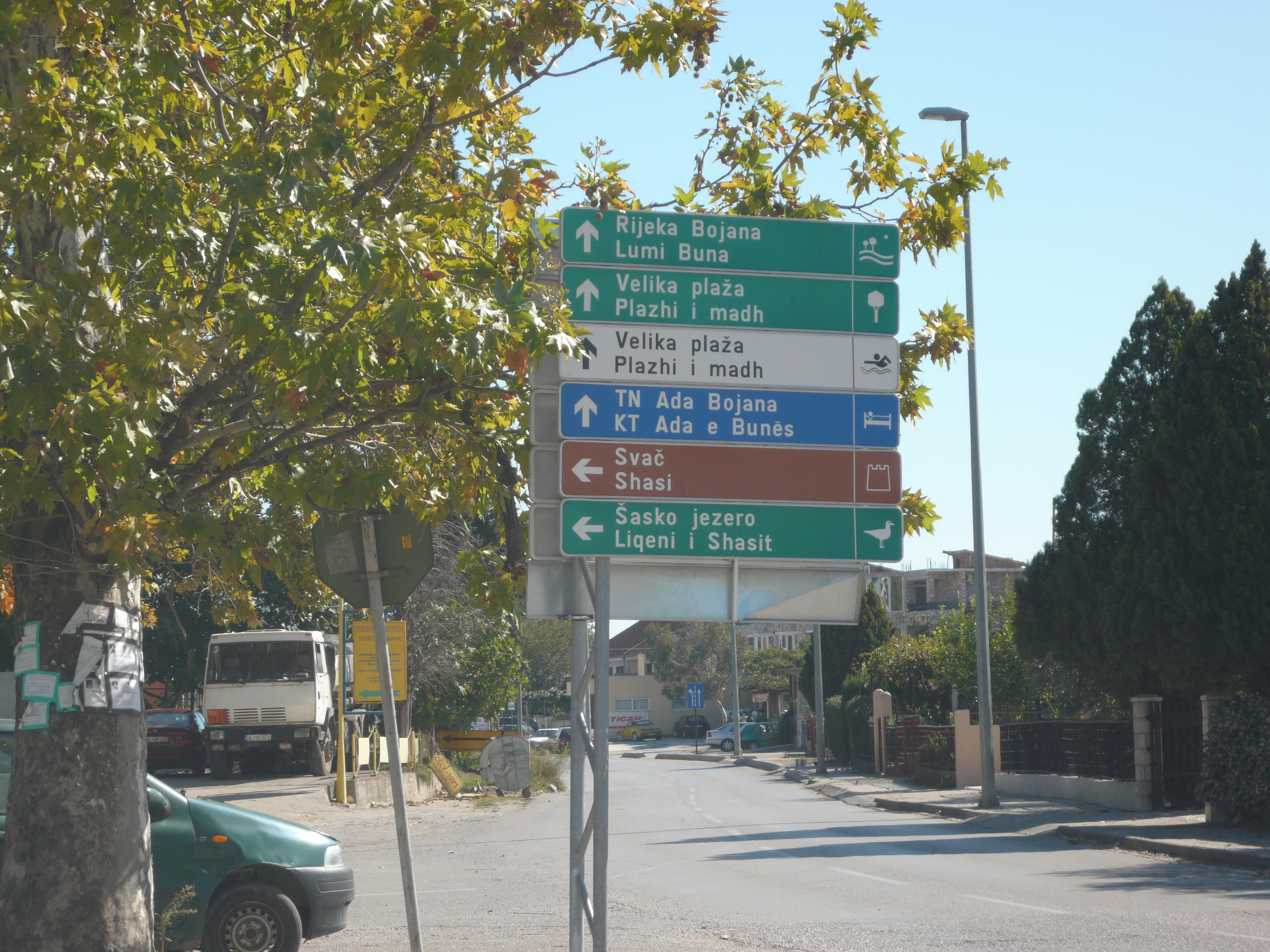
Двомовні знаки в Ульцині.

Європейська хартія регіональних мов або мов меншин набула чинності в Чорногорії в червні 2006 р. після здобуття незалежності Чорногорією від Державного союзу Сербії та Чорногорії 3 червня 2006 р. У конституції Чорногорії від 2007 року задекларовано, що чорногорська мова є офіційною мовою країни, тоді як боснійська, хорватська, сербська та албанська мови є офіційними. Конституція встановлює, що офіційними мовами є мови груп, які становлять щонайменше 1 % населення Чорногорії, згідно з переписом населення 2003 року. Закон про національні меншини визначає, що відсоток представників національних меншин у загальній чисельності населення місцевого самоврядування повинен становити 15 %, щоб їхня мова та писемність були введені в офіційний вжиток. Засоби масової інформації, засновані урядом Чорногорії, зобов'язані транслювати новини, культурні, освітні, спортивні та розважальні програми мовами меншин. Меншини та їхні члени мають право на освіту їхньою мовою в системі регулярної та професійної освіти.

## Діалекти
| Карта  | Діалект                   | Примітки                                                                       |
| ------ | ------------------------- | ------------------------------------------------------------------------------ |
| 200ppx | Східногерцеговинський     | * Діалект, на якому говорять у західному та північно-західному регіони країни. |
| 200ppx | Зета-Південно Санджацький | * Також відомий як штокавське наріччя, на якому говорять у решті країни.       |